# بلدية (إيطاليا)
بلدية (بالإيطالية: Comune)؛ جمعها كوموني comuni، هي تقسيم إداري أساسي في إيطاليا.